# Dejan Sorgić
Dejan Sorgić (* 15. September 1989) ist ein serbisch-schweizerischer Fussballspieler, der seit 2023 beim FC Sion unter Vertrag steht.

## Karriere
Dejan Sorgić startete seine Profikarriere beim FC Luzern, bei dem er in der Saison 2006/07 erstmals in zwei Spielen der Schweizer Super League auflief und ein Spiel für die U-21-Mannschaft absolvierte. Die Saison 2007/08 verbrachte er ausschliesslich in der U-21-Mannschaft der Luzerner, bei der er in der 1. Liga (dritte Spielklasse) in 24 Spielen auflief und sieben Tore erzielte. Im Sommer 2008 wurde er erneut in das Profikader aufgenommen. Auch zur Spielzeit 2008/09 kam Sorgić fast nur in der zweiten Mannschaft des Vereins zum Einsatz, brachte es dabei aber auf 16 Tore in 24 Spielen. Zudem lief er in einem weiteren Spiel der Super League auf. Bis Ende der Saison 2012/13 brachte er es auf insgesamt 12 Spiele mit der ersten Mannschaft.
Sorgić wechselte im Sommer 2013 für ein Jahr zum FC Schaffhausen in die Challenge League.
Ab Sommer 2014 spielte er zwei Jahre beim SC Kriens und erzielte in 42 Spielen 16 Tore. Mit dem SC Kriens schaffte er Ende Saison 2014/2015 den Aufstieg in die Promotion League.
Im Juli 2016 wechselte Sorgić zum FC Thun in die Schweizer Super League. Er avancierte zum Stammspieler und erzielte in 94 Ligaspielen für den FC Thun in der Super League 38 Tore.
Zur Saison 2019/20 schloss er sich dem französischen Zweitligisten AJ Auxerre an. Nach 17 Partien in der Ligue 2, in denen er dreimal traf, kehrte er im Oktober 2020 zum Superligisten FC Luzern zurück. Im Mai 2021 gewann die Mannschaft den Schweizer Cup.
2023 wechselte er zum Zweitligisten FC Sion.

## Titel und Erfolge

### FC Luzern
- Schweizer Cup: 2021